# 아우구스트 폰 작센코부르크고타 공작
아우구스트 빅토어 루트비히 폰 작센코부르크고타 공작(독일어: August Viktor Ludwig von Sachsen-Coburg-Gotha, 1818년 6월 13일 ~ 1881년 7월 26일)은 독일 작센코부르크고타가의 공작이다. 작센코부르크코하리가의 수장(재위: 1851년 8월 27일 ~ 1881년 7월 26일)이기도 하다.

## 생애
1818년 6월 13일 오스트리아 빈에서 페르디난트 폰 작센코부르크고타 공작과 그의 아내인 마리아 안토니아 폰 코하리 공녀의 둘째 아들로 태어났다. 그의 형인 포르투갈의 페르난두 2세 국왕은 포르투갈의 마리아 2세 여왕의 남편이기도 하다. 또한 벨기에의 초대 국왕인 레오폴 1세의 조카이자 영국의 빅토리아 여왕의 사촌이기도 하다.
1843년 4월 20일에는 프랑스 생클루에서 프랑스의 루이 필리프 1세 국왕의 딸인 클레망틴 도를레앙과 결혼했으며 슬하에 3남 2녀를 두었다. 아우구스트-클레망틴 부부와 그의 자녀들은 결혼 이후에 프랑스에 거주했지만 1848년 프랑스 2월 혁명의 여파로 인해 루이 필리프 1세가 프랑스의 왕위에서 물러나면서 가족들과 함께 오스트리아 빈으로 피신하게 된다.
1851년 8월 27일에 그의 아버지인 페르디난트 폰 작센코부르크고타 공작이 사망하면서 작센코부르크코하리가의 수장이 되었다. 1860년에는 코부르크에 성 아우구스틴 교회당(St. Augustin)을 건립했다. 1881년 7월 26일 오스트리아 에벤탈(Ebenthal) 성에서 사망했으며 그의 시신은 코부르크에 위치한 성 아우구스틴 교회당에 안치되었다. 1885년에는 오스트리아의 조각가인 빅토어 틸그너(Viktor Tilgner)가 그를 기념하는 조각상을 건립했다.

## 자녀
| 사진 | 이름                                    | 생일             | 사망                   | 기타                                                                                              |
| ---- | --------------------------------------- | ---------------- | ---------------------- | ------------------------------------------------------------------------------------------------- |
|      | 필리프 폰 작센코부르크고타              | 1844년 3월 28일  | 1921년 7월 3일 (77세)  | 후임 작센코부르크고타코하리가의 수장, 1남 1녀                                                     |
|      | 루트비히 아우구스트 폰 작센코부르크고타 | 1845년 8월 8일   | 1907년 9월 14일 (62세) | 브라질의 레오폴디나와 결혼, 4남                                                                   |
|      | 클로틸데 폰 작센코부르크고타            | 1846년 7월 8일   | 1927년 6월 3일 (80세)  | 요제프 카를 폰 외스터라이히 대공과 결혼, 2남 5녀                                                  |
|      | 아말리아 폰 작센코부르크고타            | 1848년 10월 23일 | 1894년 5월 6일 (45세)  | 막시밀리안 에마누엘 폰 바이에른과 결혼, 3남                                                       |
|      | 페르디난드 1세                          | 1861년 2월 26일  | 1948년 9월 10일(87세)  | 불가리아의 차르 부르봉파르마의 마리 루이즈와 결혼, 2남 2녀 엘레오노레 로이스 추 쾨스트리츠와 재혼 |